# The Bill Evans Album
Albums de Bill Evans
Montreux II Live in Paris : 1972
The Bill Evans album est un album du pianiste de jazz Bill Evans paru en 1971.

## Historique
Cet album, produit par Helen Keane, a été initialement publié en 1971 par Columbia Records (C 30855). Il a été enregistré au Columbia records 30th street Studio à  New York en 1971 (11, 12, 17, 19, 20 mai, 9 juin). L'ingénieur du son était Pete Weiss.
C'est le premier album « officiel » pour le label Columbia. D'autres titres avaient été enregistrés précédemment mais n'ont été publiés que des années plus tard, après la mort du pianiste, sur l'album compilation Piano player.
Cet album est un des deux seuls albums du pianiste où l'on ne trouve que des compositions personnelles (l'autre étant une session en quintet enregistrée en 1962 pour le label Riverside, non éditée à l'époque. Cette session a été éditée uniquement, en 1982, c'est-à-dire après le décès du pianiste, par label Milestone dans le cadre d'un double lp The Interplay Sessions puis sous forme de cd sous le titre Loose Blues).
Cet album est le deuxième (le précédent étant From Left to Right) où Evans utilise un piano électrique Fender Rhodes.
Cet album a été récompensé en 1972 par deux Grammy Awards  (Best jazz instrumental performance by a group et Best jazz instrumental performance, soloist pour l'année 1971).

## Titres de l’album
Toutes les compositions sont signées Bill Evans
| No | Titre                     | Durée |
| -- | ------------------------- | ----- |
| 1. | Funkallero                | 7:46  |
| 2. | The two lonely people     | 6:10  |
| 3. | Sugar plum                | 7:03  |
| 4. | Waltz for Debby           | 7:41  |
| 5. | T.T.T. (twelve tone tune) | 6:38  |
| 6. | Re : person I knew        | 5:53  |
| 7. | Comrade Conrad            | 7:34  |

Titres ajoutés pour la réédition CD (Sony Music / Columbia Legacy - CK 6463) :
| No  | Titre                                                      | Durée |
| --- | ---------------------------------------------------------- | ----- |
| 8.  | Waltz for Debby (prise alternative)                        | 7:48  |
| 9.  | Re : person I knew (prise alternative) (prise alternative) | 7:17  |
| 10. | Funkallero (prise alternative) (prise alternative)         | 6:10  |

## Personnel
- Bill Evans : piano, Fender Rhodes
- Eddie Gomez : contrebasse
- Marty Morell : batterie

## Analyse des morceaux
- Funkallero est un morceau de 16 mesures en do mineur à coloration assez « bluesy » écrit par Evans dans les années 1950. On notera que la phrase de la troisième mesure est vraisemblablement un clin d'œil à Dahood, une composition de Clifford Brown. La suite harmonique et le thème ne sont pas non plus sans rappeler Un poco loco de Bud Powell.

- The two lonely people, initialement intitulé The man and the woman, est une valse. Cette composition, dont la tonalité principale est fa mineur (sauf pour la coda où il y a une élégante modulation vers la mineur"), comporte 72 mesures et a une structure totalement atypique par rapport aux canons des standards de jazz.

- Sugar plum : dans les « liner notes » de l'album original, Fred Binkley écrit que ce thème a été composé par Evans quand il a appris que John Court avait écrit des paroles sur une mélodie constituée de 7 répétitions d'une phrase de quatre mesures tirée d'un de ses solos (sur le morceau de Joe Zawinul Angel faces pour l'album Intermodulation en duo avec Jim Hall). Pour l'anecdote, Richie Havens revendique être le véritable auteur ces paroles. Evans a conservé l'idée de cette brève séquence mélodico-harmonique (étendue ici à 8 mesures) qui se répète mais il a « compliqué la règle » : chaque fois que la séquence est reprise, il y a modulation vers la quinte descendante (la première est en sol, la deuxième est donc en do etc). Les improvisateurs doivent donc « slalomer » dans 12 tonalités différentes, ce qui demande une grande concentration.

- Waltz for Debby : dédiée par Bill Evans à sa nièce (fille du pianiste Harry Evans), cette pièce est, comme son nom l'indique, une valse. Ce thème, probablement le plus connu de Bill Evans, est écrit initialement en fa majeur. Dans cette version, Evans commence par une intro rubato en la majeur, avant de moduler en sol, pour enfin arriver en f. On notera la très swinguante utilisation de « block chords » par Evans durant son solo et l'excellent travail de Morrell, tant aux balais qu'aux baguettes.

- Twelve tone tune est un thème dont la mélodie est écrite selon les règles de la musique sérielle mais qui est harmonisé de manière tonale. Durant ce thème de 12 mesures, Evans expose trois fois la même suite sérielle (en l'occurrence : mi, ré, sol, fa, mi, la, si, ré, do, la, si) en utilisant des figures rythmiques différentes et en l'harmonisant à chaque fois d'une manière différente.

- Re : person I knew : ce titre est une anagramme d'Orrin Keepnews, producteur d'Evans à l'époque de son contrat chez Riverside. Le morceau est un thème de 16 mesures, à la progression harmonique assez sinueuse jouée sur un do comme note de basse pédale. Par cet artifice, ce thème a une couleur très impressionniste.

- Comrade Conrad s'appelait à l'origine Theme for Crest. Evans avait écrit ce morceau pour une publicité pour la marque de dentifrice Crest. Evans a renommé sa composition en hommage à Conrad Mendenhall, un de ses amis, qui venait de se tuer dans un accident de voiture. Du point de vue formel, ce morceau en mineur, dont la grille harmonique est très proche de celle d'Autumn Leaves (Les feuilles mortes / Kosma), alterne 16 mesures en 4/4 et 16 mesures en 3/4. Entre chaque séquence de 16 mesures, il y a modulation vers une quinte ascendante. Les solistes passent ainsi par 12 tonalités différentes. On notera que le « challenge » est si difficile que les musiciens semblent parfois un peu perdus dans les changements harmoniques (ex. 19e mesure du solo de Gomez). Malgré ces petites « erreurs », ce morceau est particulièrement remarquable et montre les immenses qualités d'improvisateurs d'Evans et Gomez.

## Note
1. ↑  On peut trouver un titre inédit issu de ces séances sur l’album posthume Piano player (Columbia Legacy) : Fun ride - 6:38.